# Tipula medioflava
Tipula medioflava är en tvåvingeart som beskrevs av Yang 1999. Tipula medioflava ingår i släktet Tipula och familjen storharkrankar. Inga underarter finns listade i Catalogue of Life.